# Paweł Żmudzki
Paweł Jan Żmudzki (ur. 14 lutego 1970 w Warszawie)  – polski historyk, mediewista. 

## Życiorys
Absolwent XIII Liceum Ogólnokształcącego im. płk Leopolda Lisa-Kuli oraz historii UW (1994). Doktorat (Książę Leszek Czarny. Studium podzielonego królestwa) w 1999 pod kierunkiem Henryka Samsonowicza) i habilitacja w 2010 (Władca i wojownicy. Narracje o wodzach, drużynie i wojnach w najdawniejszej historiografii Polski i Rusi) tamże. Zatrudniony jako asystent w WSRP w Siedlcach w latach 1994-1997, od 1999 pracownik Instytutu Historycznego UW. Członek redakcji "Rocznika Antropologii Historii" od 2011.

## Wybrane publikacje
- Studium podzielonego królestwa - książę Leszek Czarny, Warszawa: "Neriton" 2000.
- Władca i wojownicy: narracje o wodzach, drużynie i wojnach w najdawniejszej historiografii Polski i Rusi, Wrocław: Wydawnictwo Uniwersytetu Wrocławskiego 2009.
- (redakcja) Dušan Třeštík, Powstanie Wielkich Moraw : Morawianie, Czesi i Europa Środkowa w latach 791-871,  przeł. Elżbieta H. Kaczmarska, red. nauk. przekł. Paweł Żmudzki, Warszawa: Wydawnictwa Uniwersytetu Warszawskiego 2009.